# 翼角鱼属
翼角鱼属（学名：Pterogonaspis）是三尖鱼科的一属。

## 下属物种
本属包括以下物种：
- 玉海翼角鱼 Pterogonaspis yuhaii Zhu, 1992[2][3]